# چسیکا
چسیکا (به لاتین: Trzesieka) یک روستای لهستان در لهستان است که در گمینا شچچینک واقع شده‌ است.